# أشويق
موسيقى أشويق هي نوع من الفن القبائلي والموسيقى الأمازيغية التي تخصصت فيها نساء منطقة القبائل في الجزائر.

## مغنيات أشويق

### أغاني الفنانة شريفة
تُعتبر الفنانة «شريفة وردية بوشملال» من أشهر مغنيات «أشويق»، ومن بين أغانيها المعروفة:
- 1942م: أنزور الوالي (Anzur el Wali).[3]
- 1942م: بقا على خير أياقبو (Bqa aâla khir ay Akbou).[4]
- 1956م: أيا زرزور (Aya Zerzour).[5]
- 1972م: أزواو (Azwaw).[6]
- 1990م: سنيوة ديفنجالن (Sniwa d ifendjalen).[7]

### فيديوهات أغاني شريفة
- أغنية: أنزور الوالي (Anzur el Wali) على يوتيوب
- أغنية: أزواو (Azwaw) على يوتيوب
- أغنية: أيا زرزور (Aya Zerzour) على يوتيوب
- أغنية: بقا على خير أياقبو (Bqa aâla khir ay Akbou) على يوتيوب
- أغنية: سنيوة ديفنجالن (Sniwa d ifendjalen) على يوتيوب

### أغاني الفنانة نوارة
تُعتبر الفنانة «نوارة زهية حميزي» من أشهر مغنيات «أشويق»، ومن بين أغانيها المعروفة:
- 1948م: أممي (A mmi).[9]
- 1955م: أكوصيغ أممي عزيزن (Ak wessigh a mmi 3zizen).[10]
- 1962م: أماك إي تفغام أول (Amek i tevɣam ul).[11]
- 1968م: نمفارق أورانخمم (Nemfaraq Uranxamam).[12]
- 1975م: أوين إيروجاغ أطاس (A win i ruǧ-eγ aṭṭas).[13]

### فيديوهات أغاني نوارة
- أغنية: أممي (A mmi) على يوتيوب
- أغنية: أكوصيغ أممي عزيزن (Ak wessigh a mmi 3zizen) على يوتيوب[14]
- أغنية: أماك إي تفغام أول (Amek i tevɣam ul) على يوتيوب
- أغنية: نمفارق أورانخمم (Nemfaraq Uranxamam) على يوتيوب
- أغنية: أوين إيروجاغ أطاس (A win i ruǧ-eγ aṭṭas) على يوتيوب[15]

### أغاني الفنانة علجية
تُعتبر الفنانة «علجية معطوب» من أشهر مغنيات «أشويق»، ومن بين أغانيها المعروفة:
- «تيغري ج جمة (Tighri g gemma)».
- «أياوراغ إيثراون (Ayawragh itherawen)».
- «أشويق ن مميس (Achewiq n memmis)».
- «يناير (Yennayer)».
- «دا الحسين (Da lhocine)».

### فيديوهات أغاني علجية
- أغنية: تيغري ج جمة (Tighri g gemma) على يوتيوب
- أغنية: أياوراغ إيثراون (Ayawragh Itherawen) على يوتيوب
- أغنية: أشويق ن مميس (Achewiq n memmis) على يوتيوب
- أغنية: يناير (Yennayer) على يوتيوب
- أغنية: دا الحسين (Da lhocine) على يوتيوب

### أغاني الفنانة حنيفة
تُعتبر الفنانة «حنيفة زبيدة إيغيل الأربعاء» من أشهر مغنيات «أشويق»، ومن بين أغانيها المعروفة:
- 1959م: ييذم ييذم (yidem yidem).[3]
- 1960م: آمحمد (A Mohamed).[4]
- 1963م: آزهريو آندا ثنزيث (A Zahriw Enda Thenzith).[5]
- 1969م: آيافروخيو (Ayafrokhiw).[6]
- 1972م: ماشي د لغنا (Machi d Leghna).[7]

### فيديوهات أغاني حنيفة
- أغنية: ييذم ييذم (yidem yidem) على يوتيوب[16]
- أغنية: آمحمد (A Mohamed) على يوتيوب[17]
- أغنية: آزهريو آندا ثنزيث (A Zahriw Enda Thenzith) على يوتيوب[18]
- أغنية: آيافروخيو (Ayafrokhiw) على يوتيوب[19]
- أغنية: ماشي د لغنا (Machi d Leghna) على يوتيوب[20]

### أغاني الفنانة يمينة
تُعتبر الفنانة «يمينة فروجة أعراب» من أشهر مغنيات «أشويق»، ومن بين أغانيها المعروفة:
- 1929م: أدصليغ فلاك النبي (Adsaligh Fellak Nebi).
- 1932م: الشورافا (Ccurafa).
- 1938م: يزها وول (Yezha wul).
- 1941م: أقوجيل (Agoudjil).
- 1947م: أدوغالغ (Adoughalegh).

### فيديوهات أغاني يمينة
- أغنية: أدصليغ فلاك النبي (Adsaligh Fellak Nebi) على يوتيوب
- أغنية: الشورافا (Ccurafa) على يوتيوب
- أغنية: يزها وول (Yezha wul) على يوتيوب
- أغنية: أقوجيل (Agoudjil) على يوتيوب
- أغنية: أدوغالغ (Adoughalegh) على يوتيوب

### أغاني الفنانة زينة
تُعتبر الفنانة «زينة وردية مهداوي» من أشهر مغنيات «أشويق»، ومن بين أغانيها المعروفة:
- 1938م: كرا ن إيمسلاين صغور (Kra n imeslayen sγur).
- 1941م: تيزيزويث (Tizizouith).
- 1947م: إيزلان ن لهني تيبوخارين (Izlan n lḥenni tibuγarin).
- 1950م: آيث ورثيلان (At Wartilan).
- 1956م: آي أزواو (Ay azwaw).

### فيديوهات أغاني زينة
- أغنية: كرا ن إيمسلاين صغور (Kra n imeslayen sγur) على يوتيوب
- أغنية: تيزيزويث (Tizizouith) على يوتيوب
- أغنية: إيزلان ن لهني تيبوخارين (Izlan n lḥenni tibuγarin) على يوتيوب
- أغنية: آيث ورثيلان (At Wartilan) على يوتيوب
- أغنية: آي أزواو (Ay azwaw) على يوتيوب

### أغاني الفنانة جيدة ثامقرانث
تُعتبر الفنانة «جيدة مبروكة مهني» من أشهر مغنيات «أشويق»، ومن بين أغانيها المعروفة:
- 1938م: سيدي ربي (Sidi Rebbi).
- 1941م: أغاني جيدة ثامقرانث (Urar El Djida Tamuqrant).
- 1947م: مي موقلغ (Mi muqlegh).
- 1950م: أيوليو بركا (Ayouliw berka).
- 1956م: أيو فافا ثروحييي (Ayou vava thruhiyi).

### فيديوهات أغاني جيدة ثامقرانث
- أغنية: سيدي ربي (Sidi Rebbi) على يوتيوب
- ألبوم: أغاني جيدة ثامقرانث (Urar El Djida Tamuqrant) على يوتيوب
- أغنية: مي موقلغ (Mi muqlegh) على يوتيوب
- أغنية: أيوليو بركا (Ayouliw berka) على يوتيوب
- أغنية: أيو فافا ثروحييي (Ayou vava thruhiyi) على يوتيوب

### أغاني الفنانة ونيسة
تُعتبر الفنانة «ونيسة حليمة قديم» من أشهر مغنيات «أشويق»، ومن بين أغانيها المعروفة:
- 1929م: أبو طرابق - ربي يراد - نكوني نسوق (A bu trabeq - Rebbi irad - nekwni n'sewweq).

### فيديوهات أغاني ونيسة
- أغنية: أبو طرابق - ربي يراد - نكوني نسوق (A bu trabeq - Rebbi irad - nekwni n'sewweq) على يوتيوب

### أغاني الفنانة جميلة
تُعتبر الفنانة «جميلة جوهرة باشان» من أشهر مغنيات «أشويق»، ومن بين أغانيها المعروفة:
- 1949م: «سبحانك الله العظيم (Sobhanak Allah El Adhim)».
- 1950م: «أرنوياس آمان آخالي (Arnouyass amane akhali)».
- 1951م: «آي أماقرامان (Ay amagraman)».
- 1952م: «يفراري واس (Yefrari Ouas)».
- 1953م: «يا الشيخ العربي (Ya cheikh Lâarvi)».

### فيديوهات أغاني جميلة
- أغنية: سبحانك الله العظيم (Sobhanak Allah El Adhim) على يوتيوب
- أغنية: أرنوياس آمان آخالي (Arnouyass amane akhali) على يوتيوب
- أغنية: آي أماقرامان (Ay amagraman) على يوتيوب
- أغنية: فراري واس (Yefrari Ouas) على يوتيوب
- أغنية: يا الشيخ العربي (Ya cheikh Lâarvi) على يوتيوب

### أغاني الفنانة شابحة
تُعتبر الفنانة «شابحة» من أشهر مغنيات «أشويق»، ومن بين أغانيها المعروفة:
- 1930م: زواج (Zouadj).
- 1932م: تيويزي (Tiwizi).
- 1935م: آياذرار (Ayadrar).
- 1938م: تساقوجيلت (Tsagujilt).
- 1940م: ألبوم 1.
- 1944م: ألبوم 2.

### فيديوهات أغاني شابحة
- أغنية: زواج (Zouadj) على يوتيوب
- أغنية: تيويزي (Tiwizi) على يوتيوب
- أغنية: آياذرار (Ayadrar) على يوتيوب
- أغنية: تساقوجيلت (Tsagujilt) على يوتيوب
- ألبوم: 1 على يوتيوب
- ألبوم: 2 على يوتيوب

### أغاني الفنانة بهية
تُعتبر الفنانة «بهية فرح» من أشهر مغنيات «أشويق»، ومن بين أغانيها المعروفة:
- 1941م: مَبْرُوكْ الْعِيدْ الإِسْلاَمْ (Mabrok el 3id el Islam).
- 1947م: سِي لَبْحَرْ غَرْ ذِينْ (Si lebḥer ɣer din).
- 1950م: إِيغُورْ لَهْلاَلِيسْ (Iγur leḥlal-is).
- 1956م: يَلْهَا الصّْبَرْ (Yelha sevar).
- 1960م: آيَا غْرِيبْ (Aya gherive).

### فيديوهات أغاني بهية
- أغنية: مَبْرُوكْ الْعِيدْ الإِسْلاَمْ (Mabrok el 3id el Islam) على يوتيوب
- أغنية: سِي لَبْحَرْ غَرْ ذِينْ (Si lebḥer ɣer din) على يوتيوب
- أغنية: إِيغُورْ لَهْلاَلِيسْ (Iγur leḥlal-is) على يوتيوب
- أغنية: يَلْهَا الصّْبَرْ (Yelha sevar) على يوتيوب
- أغنية: آيَا غْرِيبْ (Aya gherive) على يوتيوب

### أغاني الفنانة خدوجة
تُعتبر الفنانة «خدوجة» من أشهر مغنيات «أشويق»، ومن بين أغانيها المعروفة:
- 1938م: اللهْ اللهْ آمَرْحُوحْ (Allah Allah amerhuh).
- 1941م: آيَسْمَا آرْقَازْ إِيرُوحْ (A yesmma argaz iruh).
- 1947م: يُوسَادْ آعْفِيغَاسْ (Yussad aεfiɣ-as).
- 1950م: آسَّا ذَلْعِيذْ ثَامُوقْرَانْثْ (Assa dhel aïd tamoqrant).
- 1956م: آ ثِيسْلاَثِينْ (A thislathine).

### فيديوهات أغاني خدوجة
- أغنية: اللهْ اللهْ آمَرْحُوحْ (Allah Allah amerhuh) على يوتيوب
- أغنية: آيَسْمَا آرْقَازْ إِيرُوحْ (A yesmma argaz iruh) على يوتيوب
- أغنية: يُوسَادْ آعْفِيغَاسْ (Yussad aεfiɣ-as) على يوتيوب
- أغنية: آسَّا ذَلْعِيذْ ثَامُوقْرَانْثْ (Assa dhel aïd tamoqrant) على يوتيوب
- أغنية: آ ثِيسْلاَثِينْ (A thislathine) على يوتيوب

### أغاني الفنانة أنيسة
تُعتبر الفنانة «أنيسة وريدة مزاغر» من أشهر مغنيات «أشويق»، ومن بين أغانيها المعروفة:
- 1956م: اللهْ اللهْ يَا رَبِّي (Allah Allah ya rebbi).
- 1960م: آ يَامْغَارْ آ بُودَالِي (Ayamghar avoudali).
- 1964م: وِيسَّنْ وِيسَّنْ (Wissen wissen).
- 1968م: مَكْتِيغْدْ آيَنْ إِيعَدَّانْ (Mektighd ayen i3adan).
- 1972م: وِينْ أَعْزِيزَنْ (Win Azizen).

### فيديوهات أغاني أنيسة
- أغنية: اللهْ اللهْ يَا رَبِّي (Allah Allah ya rebbi) على يوتيوب
- أغنية: آ يَامْغَارْ آ بُودَالِي (Ayamghar avoudali) على يوتيوب
- أغنية: وِيسَّنْ وِيسَّنْ (Wissen wissen) على يوتيوب
- أغنية: مَكْتِيغْدْ آيَنْ إِيعَدَّانْ (Mektighd ayen i3adan) على يوتيوب
- أغنية:  وِينْ أَعْزِيزَنْ (Win Azizen) على يوتيوب